# Plavnikovye-eilanden
De Plavnikovye-eilanden (Russisch: острова Плавниковые; ostrova Plavnikovye) zijn een groep van bijna 30 eilanden in het oostelijke deel van de Karazee, aan de westelijke scherenkust van het schiereiland Tajmyr (Chariton Laptevkust). De eilanden behoren bestuurlijk gezien tot de Russische kraj Krasnojarsk en vormen onderdeel van de zapovednik Bolsjoj Arktitsjeski, het grootste natuurreservaat van Rusland. De Plavnikovye-eilanden bevinden zich grofweg ten zuidwesten van het schiereiland Mimina en ten noordwesten van het schiereiland Rybny. Geologisch gezien vormen de eilanden onderdeel van de Mininascheren, een complexe formatie waartoe ook de noordelijker gelegen Kolosovycheilanden behoren. Ten zuiden liggen de Zverobojeilanden.
De eilanden zijn bedekt met toendra en er bevinden zich vele meren en moerassen. Het grootste deel van het jaar zijn ze bedekt met ijs. De zee rond de eilanden is bedekt met ijs verbonden aan het vasteland in de winter en het klimaat is er erg streng met lange koude winters. In de zomer blijft het pakijs normaal gesproken meestal aanwezig.

## Eilanden
De grootste eilanden van de Plavnikovyearchipel zijn Pestsovy en Kroegly. De meeste eilanden bevinden zich binnen tien kilometer van de diep ingesneden kusten van het schiereiland Tajmyr. Het eiland Bardroper bevindt zich echter een heel eind uit de kust. Het oostelijke deel van de eilanden, waaronder Kosterina en Pestsovy, worden ook wel de Vchodnye-eilanden genoemd.
Pestsovy is het meest oostelijke grote eiland en wordt gescheiden van het vasteland door de Straat Sterlegov in het zuidoosten, de Mininagolf in het oosten en noorden. Het eiland is tot 59 meter hoog (gora Pestsova) en wordt omringd door drie eilandjes; Drovjanoj aan de zuidzijde, Oetiny aan de noordoostzijde (tot 45 meter hoog), waarvan het wordt gescheiden door de Straat Tetsjeni en Granitny aan de noordwestzijde. Ten westen van Pestsovy bevindt zich het eiland Kroegly, gescheiden door de Straat Gloeboki. Kroegly bevat de gelijknamige heuvel Kroeglaja, die met 75 meter het hoogste punt van de eilandengroep vormt. Ten noorden van Kroegly ligt het eilandje Obmantsjivy, ten westen de eilandjes Sobatsji en Kroegljasjok en ten zuidwesten het eilandengroepje Kroeglyeilanden (2 naamloze eilandjes). De Kroeglyeilanden liggen in de Straat Zabyty, die Kroegly scheidt van het zuidelijker gelegen langgerekte eiland Kosterina (tot 53 meter hoog). Ten zuidwesten van Kosterina bevinden zich de eilandjes Severny Zarzar en Joezjny Zarazar (noordelijke en zuidelijke Zarzar), gescheiden van Kosterina door de Straat Doebrovin. Ten zuidoosten van Kosterina bevinden zich de Maly Plavnikoveilanden (2 eilandjes). Ten westen van Joezjny Zarazar liggen de Goltsman Seveilanden (2 eilandjes) en ten zuiden zuiden de Goltsmaneilanden, drie eilanden met (van west naar oost) de namen Zapadny Goltsman ("westelijke Goltsman"), Bolsjoj Goltsman ("grote Goltsman") en Vostotsjny Goltsman ("oostelijke Goltsman"). Ten zuidoosten van Vostotsjny Goltsman en ten zuidwesten van de Maly Plavnikoveilanden bevinden zich de Rybnyeilanden ("viseilanden"), een groepje van drie kleine eilandjes.
Het westelijk deel van de eilandengroep bestaat uit de twee grote eilanden Podkova (tot 47 meter hoog) en Severny Plavnikovy (tot 31 meter hoog) ten noorden daarvan en een aantal kleine eilandjes. Ten westen van Podkova, aan de monding van de Podkovabocht (die het eiland diep insnijdt) ligt het eilandje Nosaty. Ten westen van Podkova ligt het langgerekte eiland Baranova en ten zuidwesten het eilandje Koeropatotsjny. Ten zuidoosten van Severny Plavnikovy, dat door de Straat Jelena (proliv Jelenevskogo) wordt gescheiden van het veel grotere eiland Kroegly, liggen de Goesinovyeilanden (drie naamloze eilandjes). Bardroper ten slotte bevindt zich in het uiterste noordwesten, op geruime afstand van Severny Plavnikovy.